# Partito Corso d'Azione
Il Partito Corso d'Azione (in corso Partitu Corsu d'Azzione, in francese Parti Corse d'Action, PCA) è stato un partito politico corso, fondato nel 1922 da Petru Rocca e Matteu Rocca sul modello del Partito Sardo d'Azione, con cui manteneva forti relazioni, e del Partito Autonomista Bretone.
Il PCA era diviso tra un'ala autonomista e una indipendentista, ma entrambi fortemente nazionaliste. Il PCA inoltre voleva un recupero dell'utilizzo della lingua corsa al posto del francese, e l'insegnamento di quest'ultima e della storia locale nelle scuole.
Nel 1927 il partito era composto da 17 sezioni, di cui 13 in Corsica. Ne era parte fondamentale il giornale A Muvra, con direttore sempre Petru Rocca.
Scioltosi nel 1927, da esso nacque il Partito Corso Autonomista.